# Voda (Lied)
Voda (deutsch Wasser) ist ein slowenischsprachiger Popsong, mit dem die slowenische Sängerin Ana Soklič die Show Evrovizijska Melodija 2020 gewann. Sie hat ihn mit Bojan Simončič und Žiga Pirnat geschrieben und sollte mit dem Lied für Slowenien am Eurovision Song Contest 2020 in Rotterdam teilnehmen.

## Hintergrund
Ende Dezember 2019 wurde bekanntgegeben, dass Soklič bei der Vorentscheidung zum Eurovision Song Contest, Evrovizijska Melodija, teilnehmen würde. Anfang Februar 2020 wurde ein Ausschnitt ihres Titels Voda der Öffentlichkeit auf YouTube vorgestellt. Die Vorentscheidung fand am 22. Februar 2020 statt. Soklič qualifizierte sich aus der ersten Runde für das darauffolgende Superfinale. Dort konnte sie sich mit 5.035 gegen 4.369 Telefonanrufen gegen ihre Konkurrentin Lina Kuduzović durchsetzen und gewann somit die Vorentscheidung. Die Dankesrede der Sängerin, in der sie sich zu Jesus Christus bekannte, sorgte für Aufsehen in sozialen Netzwerken und der Presse.
Anfang März wurde bekanntgegeben, dass der Titel überarbeitet werde. Die finale Version wurde am 20. März veröffentlicht.

## Musik und Text
Der Titel ist durch den starken orchestralen Sound geprägt. Soklič schrieb ihn zusammen mit Bojan Simončič, und Žiga Pirnat. Letzterer produzierte das Lied und schrieb das Arrangement. Željko Mladenović war für die Abmischung verantwortlich. Das Mastering führte Luka Radojlović durch. Der Text sei in zwei Wochen entstanden und unabhängig von der Musik geschrieben worden. Die Aufnahmen der neuen Version wurden durch das Budapest Arts Orchestra eingespielt. Dirigent war Peter Pejtsik.
Laut der Interpretin stehe das im Lied thematisierte Wasser sinnbildlich für das Negative, das es zu überwinden gelte. Sie vermisse in Slowenien einen patriotischen Geist und den Glauben, dass Träume sich erfüllen könnten. So suchte sie vor diesem Hintergrund nach Worten, die veranschaulichen sollten, dass immer etwas wahr werden könne. Das Wasser sei als Metapher gedacht. Soklič bittet die Zuschauer, sie sollen das Lied auf ihre eigene Weise interpretieren.

## Beim Eurovision Song Contest
Slowenien hätte im ersten Halbfinale des Eurovision Song Contest 2020 mit diesem Lied auftreten sollen. Aufgrund der fortschreitenden COVID-19-Pandemie wurde der Wettbewerb jedoch abgesagt.

## Veröffentlichung
Die Version, mit der die Interpretin bei der Vorentscheidung angetreten war, wurde zunächst nicht kommerziell veröffentlicht und war das erste Mal in der Show vollständig zu hören. Das überarbeitete Lied wurde am 20. März 2020 mit einem Songtext-Video veröffentlicht, welches Den Baruca produzierte.
Am 14. Mai wurde neben der ursprünglichen EMA-Version außerdem eine englische Aufnahme mit dem Titel „Water“ veröffentlicht.
| Nr.          | Titel                              | Länge |
| ------------ | ---------------------------------- | ----- |
| 1.           | Voda (Esc 2020 - Full Version)     | 3:01  |
| 2.           | Voda (Apollo Radio Remix)          | 3:06  |
| 3.           | Voda (Žiga Murko Remix)            | 3:22  |
| 4.           | Voda (Cinematic Version)           | 3:03  |
| 5.           | Voda (Ema 2020 Version)            | 2:58  |
| 6.           | Voda (Karaoke Version)             | 3:00  |
| 7.           | Water (Esc 2020 - English Version) | 3:04  |
| 8.           | Temni Svet                         | 3:19  |
| Gesamtlänge: | Gesamtlänge:                       | 24:53 |

Am 11. Dezember 2020 veröffentlichte Soklič ein zugehöriges Musikvideo, welches unter der Regie von ihr und Bojan Simončič entstand.

## Rezeption
Borut Mehle des Dnevnik schrieb, dass Slowenien mit christlichem Pop eine Chance haben könnte, nachdem man mit allen möglichen Versuchen beim Eurovision Song Contest gescheitert sei.
Der deutsche Blog ESC Kompakt bewertete den Titel eher schlecht, während die Stimme der Interpretin gelobt wurde. Voda sei eine „Durchschnittsballade“. Der Titel komme „langweilig und einfallslos daher“, wobei auch „Sokličs solide Stimme nichts daran ändern“ könne. Eurovisionary schreibt, Soklič sei die beste Sängerin der EMA gewesen, aber Voda der schlechteste Song.